# От колыбели до могилы
«От колыбе́ли до моги́лы» (англ. «Cradle 2 the Grave») — американский боевик Анджея Бартковяка, в котором снялись актёр боевиков Джет Ли и рэпер DMX. Мировая премьера фильма состоялась 28 февраля 2003 года.

## Сюжет
Фильм начинается с того, что группа воров, возглавленных Энтони Фэйтом, пытается украсть бриллианты для француза по имени Кристоф, который служит перекупщиком для таинственного работодателя. Когда Фэйт обращается к Кристофу, Тайваньский разведчик по имени Су прерывает разговор и пытается распознать преступников.
Пока команда собирает столько бриллиантов, сколько может, включая мешок чёрных бриллиантов, агент Су зовет Фэйта и требует, чтобы он и его команда оставили бриллианты на складе, предупреждая его о том, что полиция находится в пути. Однако Фэйт игнорирует это предупреждение, и преступники пытаются провести смелый побег через блокаду команды SWAT. Пока Фэйт, Дария и Томми пытаются убежать, агент Су берёт в плен Милса и забирает его долю бриллиантов. К разочарованию, Су не находит черных бриллиантов у Милса. Тем временем Фэйт просит своего друга Арчи оценить чёрные бриллианты, которые он украл. По прибытии в Международный аэропорт Сан-Франциско, таинственному работодателю Кристофа, Лину, ассистент Сона, сообщила, что Кристофа атаковали, и что Фэйт и его банда забрали чёрные бриллианты.
Позже этой ночью Фэйт случайно встречается с Су. Одновременно Фэйт получает телефонный звонок от Лина, который требует, чтобы тот передал ему чёрные бриллианты. Фэйт отказывается, и впоследствии его атакуют два приспешника. С помощью Су он побеждает их и убегает. После драки Арчи говорит Фэйту, что гангстеры пришли в его мастерскую и также потребовали чёрные бриллианты. Арчи признаётся, что он дал камни гангстерам для того, чтобы спасти свою жизнь. Также Фэйт получает другой звонок от Лина, похитившего дочь Фэйта, Ванессу, с целью уговорить Фэйта отказаться от бриллиантов. Обретя общего врага, команда Фэйта и Су собирается получить обратно бриллианты и спасти Ванессу от Лина.
Фэйт навещает заключенного преступного лорда "Джампа" Чамберса. Когда Чамберс отказывается помочь, Фэйт идёт в ночной клуб Чамберса, надеясь найти камни где-то в офисе. План идёт под откос и Фэйт с бандой уходят с пустыми руками. Тем временем Су и Арчи идут в подпольный клуб, чтобы найти гангстеров, атаковавших Арчи. Поскольку в клуб не пускают гостей, Су вынужден выдать себя за участника боев. Во время боя Су Арчи видит мужчину, которого они ищут, узнав его кольцо. Они узнают, что бриллианты скрыты в ванне с пеной в офисе Чамбера. Когда они возвращаются в ночной клуб, чтобы вернуть бриллианты, они узнают, что люди Лина уже забрали камни. Тем временем, запертая в фургоне, связанная и с заклеенным ртом Ванесса освобождается и находит старый сотовый телефон, с которого звонит отцу. Перед тем, как батарея телефона разряжается, Ванесса даёт подсказки к тому месту, где она находится. С этими подсказками банда предполагает, что Ванессу держат в ангаре аэропорта.
Понимая, что Лин хочет продать камни, Су раскрывает, что в действительности это не чёрные бриллианты, а кристаллы синтетического плутония, которые Лин зарядил чудовищным уровнем энергии с помощью тайского лазера. Группа срочно начинает искать аэропорт, где ночью будет приземляться большое количество частных самолетов. Найдя нужный аэропорт, группа направляется в ангар, где уже начинаются торги Лина. Завязывается борьба, и Фэйт со своей командой устраняет членов команды Лина. Ванесса спасена, а Лин вступает в схватку с Су, и в итоге тот засовывает ему в горло капсулу синтетического плутония и активирует её, в результате чего Лин сгорает изнутри. Когда прибывает полиция, Фэйт обещает покончить со своей криминальной карьерой для того, чтобы вести безопасную и счастливую жизнь с Ванессой и Дарией, а Су обещает приложить всё своё влияние для этого.
В бонусной сцене на фоне титров Томми и Арчи составляют план создания кино со своей историей, используя знаменитых актёров, таких как Мел Гибсон и Дензел Вашингтон. Они планируют заполучить директора фильмов Сквозные ранения и Ромео должен умереть (Анджей Бартковяк).

## В ролях
| Актёр             | Роль                     |
| ----------------- | ------------------------ |
| Джет Ли           | Су                       |
| DMX               | Энтони Фэйт              |
| Энтони Андерсон   | Томми                    |
| Келли Ху          | Сона                     |
| Том Арнольд       | Арчи                     |
| Марк Дакаскос     | Яо Лин                   |
| Габриэль Юнион    | Дария                    |
| Майкл Джейс       | Одион                    |
| Drag-On           | Милс                     |
| Пейдж Хёрд        | Ванесса                  |
| Паоло Сеганти     | Кристоф                  |
| Майкл Джейс       | Одион                    |
| Чи МакБрайд       | "Джамп" Чамберс          |
| Стивен Квадрос    | тюремщик Вогель          |
| Лестер Спейт      | вышибала клуба Чамперса  |
| Рэнди Кутюр       | боевой истребитель #8    |
| Джонни Нгуен      | боевик Яо Лина           |
| Мартин Клебба     | ведущий, объявляющий бои |
| Питер Дж. Лукас   | русский торговец оружием |
| Тито Ортис        | боец в клетке            |
| Эктор Эчаваррия   | боец в клетке            |
| Уильям Л. Джонсон | водитель бронеавтомобиля |

## Саундтрек
1. «X Gon’ Give It to Ya» — DMX
2. «Go to Sleep» — Eminem, Obie Trice & DMX
3. «What’s It All For» — Bazaar Royale
4. «Follow Me Gangster» — G-Unit
5. «Stompdas**toutu» — Capone-n-Noreaga & M.O.P.
6. «Do Sumptin’» — Comp
7. «My Life» — Foxy Brown & Althea
8. «Fireman» — Drag-On
9. «Drop Drop» — Joe Budden
10. «I’m Serious» — Clipse
11. «Right/Wrong» — DMX
12. «It’s Gon’ Be What It’s Gon’ Be» — Jinx & Loose
13. «Hand That Rocks the Cradle» — Big Stan
14. «Won’t Be Coming Back» — Birdman
15. «C2G» — Fat Joe & Youngn’ Restless
16. «Focus» — Kashmir
17. «Slangin’ Dem Thangs» — Profit
18. «Off the Hook» — Jinx Da Juvy
19. «Getting Down» — DMX, Big Stan, Kashmir & Bazaar Royale

## Съёмки
Съёмки фильма начались 11 марта 2002 года и закончились в июне того же года. Картину снимали в Лос-Анджелесе и Торонто.